# Örebro HK 2014/2015
Svenska hockeyligan 2014/2015 är Örebro HK:s andra säsong i SHL, sedan laget debuterade i SHL säsongen 2013/2014.

## SHL
Inför säsongen 2014/2015 försvann flera tongivande spelare, som antingen inte fick förlängt kontrakt, avslutade karriären eller sökte sig vidare till andra klubbar. De som försvann var bland annat Tim Sandberg (mv), Christoffer Norgren (b), Daniel Sondell (b), Emil Kåberg (f), Conny Strömberg (f). Som ersättare till dessa var bland annat Julius Hudacek (mv), Joonas Jalvanti (b) och Stefan Johansson (b). Den 16 juni 2014 presenterade klubben en nygammal profil i form av Ville Viitaluoma, som skrev på ett tvåårskontrakt.
Den 11 september 2014 spelades den första omgången för säsongen, där Örebro spelade borta mot Modo Hockey. Örebro vann matchen med 3-1. Den 9 oktober, när omgång 9 skulle spelas i Behrn Arena, hissades Lars Mozart Anderssons tröja upp i taket, och med det pensionerades nummer 3. I samband med att nummer tre fredades, fick Bobbo Petersson byta till nummer 53. Dessutom utsågs Rolf Ericsson och Mikael Holmberg som legendar för ishockeyn i Örebro. Matchen som spelade i omgång 9, var mot Skellefteå AIK. Till Örebros laguppställning anslöt Jared Aulin, då han trots familjeomständigheter valde att lämna Kanada. Matchen vann Örebro med 5-4, efter straffar. Den 10 december meddelade klubben att Tim Wallace lånas ut resten av säsongen till Brynäs IF. Anledningen till att Wallace lånades ut var att han var tänkt som en ledande spelare, men inte levde upp till förväntningarna. I samband med att Wallace lämnade Örebro, var hela den nordamerikanska trio som värvades inför säsongen 2013/2014 borta. Trion bestod av Justin DiBenedetto och Ben Walter, vilka lämnade klubben redan samma säsong. Under Wallace första säsong i Örebro svarade han för 32 poäng, 15 mål och 17 assist i grundserien och ytterligare sex poäng i kvalserien.
Den 1 januari 2015 meddelade Skellefteå AIK och Örebro att Örebro tar över kontraktet på Mikko Lehtonen, vilket sträcker sig till maj 2016. Den 24 januari 2015, i match mot Linköping, blev Martin Johansson den första ishockeyspelaren sedan år 1997, med att göra mål i åtta raka matcher. Inför att transferfönstret stängdes den 31 januari, presenterade Örebro Petr Zamorsky. Ett lån från finländska Esbo Blues. Den 12 februari 2015 vann Örebro sin största seger någonsin i SHL, då HV71 besegrades med 9–2 inför 5114 åskådare.
Den 5 mars 2015 spelades den sista omgången i grundserien i SHL, där Örebro förlorade hemma efter straffar mot Djurgårdens IF. Trots förlusten så slutade Örebro på sjätte plats i grundserien. Vilket betydde att man var klara för SM-slutspel, där Växjö Lakers Hockey stod för motståndet. Den 13 mars 2015 spelade klubben sin första kvartsfinal, på bortaplan i Vida Arena. En match som Örebro vann med 3–2. Johan Adolfsson blev den första spelare att göra mål för Örebro i ett SM-slutspel. Den 23 mars 2015 tog säsongen slut för Örebro. Detta efter att Växjö vann med 5-4 i Behrn Arena. Vilket betydde att Växjö gick vidare till semifinal efter totalt 4-2 i matcher.
Gällande publiken ökade antalet åskådare från 5.027 till 5.148, vilket betydde att Örebro under säsongen hade en beläggningsgrad på 99%. Det var bäst i ligan, men då har Örebro inte heller plats för fler åskådare än 5.200, jämfört med Djurgården som hade en beläggningsgrad på 98%, och spelar sina matcher på Hovet, som tar 8 094 åskådare.
Derek Ryan röstades fram av spelarna i SHL för mottagare av utmärkelsen Guldhjälmen, det vill säga den mest värdefulle spelaren i SHL.

## SM-slutspel
Kvartsfinal 3, Växjö Lakers HC - Örebro HK 4-2
- 2015-03-13 Växjö Lakers HC - Örebro HK 2-3 (0-0, 2-0, 0-3) 5538, Vida Arena
- 2015-03-15 Örebro HK - Växjö Lakers HC 2-5 (0-1, 1-3, 1-1) 5200, Behrn Arena
- 2015-03-17 Växjö Lakers HC - Örebro HK 1-0 (0-0, 0-0, 0-0, 1-0) 5178, Vida Arena
- 2015-03-19 Örebro HK - Växjö Lakers HC 4-3 (1-1, 3-0, 0-2) 5200, Behrn Arena
- 2015-03-21 Växjö Lakers HC - Örebro HK 2-0 (0-0, 2-0, 0-0) 5553, Vida Arena
- 2015-03-23 Örebro HK - Växjö Lakers HC 4-5 (1-1, 1-1, 2-2, 0-1) 5200, Behrn Arena

## Tabell
Slutgiltig tabell den 5 mars 2015.
| Nr | Lag                 | S  | V  | ÖV | ÖF | F  | GM  | IM  | MS  | P   |
| -- | ------------------- | -- | -- | -- | -- | -- | --- | --- | --- | --- |
| 1  | Skellefteå AIK (RM) | 55 | 32 | 5  | 5  | 13 | 169 | 116 | +53 | 111 |
| 2  | Frölunda HC         | 55 | 23 | 11 | 6  | 15 | 145 | 120 | +25 | 97  |
| 3  | Växjö Lakers        | 55 | 24 | 9  | 6  | 16 | 158 | 120 | +38 | 96  |
| 4  | Linköping HC        | 55 | 26 | 4  | 7  | 18 | 156 | 125 | +31 | 93  |
| 5  | HV71                | 55 | 25 | 6  | 5  | 19 | 145 | 141 | +4  | 92  |
| 6  | Örebro HK           | 55 | 21 | 10 | 7  | 17 | 156 | 128 | +28 | 90  |
| 7  | Färjestad BK        | 55 | 21 | 6  | 8  | 20 | 128 | 135 | −7  | 83  |
| 8  | Luleå HF            | 55 | 21 | 6  | 4  | 24 | 127 | 131 | −4  | 79  |
| 9  | Djurgårdens IF (U)  | 55 | 15 | 9  | 8  | 23 | 128 | 157 | −29 | 71  |
| 10 | Brynäs IF           | 55 | 19 | 3  | 5  | 28 | 132 | 159 | −27 | 68  |
| 11 | Leksands IF         | 55 | 15 | 3  | 6  | 31 | 116 | 179 | −63 | 57  |
| 12 | Modo                | 55 | 12 | 4  | 9  | 30 | 127 | 176 | −49 | 53  |

## Laguppställning
Uppdaterad den 31 december, 2015., 

| Nr | Nat        | Spelare                            | Pos | S/H | Ålder | Värvad | Födelseort                         |
| -- | ---------- | ---------------------------------- | --- | --- | ----- | ------ | ---------------------------------- |
| 47 | Sverige    | Johan Adolfsson                    | F   | L   | 38    | 2009   | Örebro, Örebro län                 |
| 12 | Finland    | Marko Anttila                      | F   | L   | 39    | 2013   | Lembois, Birkaland, Finland        |
| 18 | Kanada     | Jared Aulin (A)                    | F   | R   | 42    | 2012   | Calgary, Alberta, Kanada           |
| 5  | Sverige    | Gustav Backström Junior            | B   | L   | 30    | 2014   | Lindesberg, Örebro län             |
| 52 | Sverige    | Filip Bergmark Junior              | B   | L   | 29    | 2014   | Sverige                            |
| 19 | Sverige    | Anton Brehmer Junior               | F   | L   | 31    | 2014   | Örebro, Örebro län                 |
| 29 | Norge      | Robin Dahlström                    | F   | L   | 37    | 2013   | Oslo, Østlandet, Norge             |
| 88 | Sverige    | Viktor Ekbom                       | B   | L   | 35    | 2013   | Falköping, Västra Götalands län    |
| 11 | Sverige    | Thomas Enström                     | F   | R   | 35    | 2010   | Örnsköldsvik, Västernorrlands län  |
| 40 | Sverige    | Anders Eriksson                    | F   | R   | 39    | 2012   | Floda, Västra Götalands län        |
| 33 | Slovakien  | Julius Hudacek                     | M   | R   | 36    | 2014   | Spišská Nová Ves, Slovakien        |
| 91 | Tjeckien   | Jakub Krejcik                      | B   | L   | 33    | 2014   | Prag, Tjeckien                     |
| 9  | Finland    | Joonas Jalvanti                    | B   | L   | 36    | 2014   | Lahtis, Finland                    |
| 25 | Sverige    | Martin Johansson                   | F   | L   | 37    | 2013   | Landskrona, Skåne län              |
| 37 | Sverige    | Stefan Johansson                   | B   | L   | 36    | 2014   | Piteå, Norrbottens län             |
| 38 | Sverige    | Johannes Jönsson                   | M   | L   | 35    | 2013   | Kalmar, Kalmar län                 |
| 8  | Finland    | Mikko Lehtonen                     | F   | R   | 37    | 2015   | Esbo, Nyland, Finland              |
| 30 | Sverige    | Henrik Lundberg                    | M   | L   | 34    | 2012   | Göteborg, Västra Götalands län     |
| 15 | Sverige    | Henrik Löwdahl (C)                 | F   | L   | 43    | 1999   | Örebro, Örebro län                 |
| 57 | Sverige    | Johan Motin                        | B   | R   | 35    | 2012   | Karlskoga, Örebro län              |
| 85 | Sverige    | Kalle Olsson                       | F   | L   | 40    | 2012   | Munkedal, Västra Götalands län     |
| 53 | Sverige    | Bobbo Petersson                    | B   | L   | 32    | 2013   | Karlskrona, Blekinge län           |
| 10 | USA        | Derek Ryan                         | F   | R   | 38    | 2014   | Spokane, Washington, USA           |
| 23 | Sverige    | Tomas Skogs                        | B   | L   | 41    | 2013   | Mora, Dalarnas län                 |
| 17 | Sverige    | Daniel Viksten                     | F   | R   | 35    | 2014   | Mora, Dalarnas län                 |
| 39 | Finland    | Ville Viitaluoma                   | F   | L   | 44    | 2014   | Esbo, Nyland, Finland              |
| 66 | Tjeckien   | Lukas Vopelka Junior               | F   | L   | 28    | 2014   | České Budějovice, Böhmen, Tjeckien |
| 28 | USA        | Tim Wallace utlånad till Brynäs IF | F   | R   | 40    | 2013   | Anchorage, Alaska, USA             |
| 20 | Sverige    | Marcus Weinstock                   | F   | L   | 41    | 2010   | Varberg, Hallands län              |
| 56 | Sverige    | Johan Wiklander                    | F   | L   | 38    | 2010   | Hägersten, Stockholms län          |
| 42 | Kanada     | Brian Willsie                      | F   | R   | 46    | 2014   | Belmont, Ontario, Kanada           |

## Transferfönstret 2014/2015
Uppdaterad 12 oktober 2014.
| In - Johan Tornberg (ass. coach) - Július Hudáček (G) från HC Pardubice - Joonas Jalvanti (D) från Espoo Blues - Johan Adolfsson (C) tryoutkontrakt - Derek Ryan (C) från Villacher SV - Daniel Viksten (C) från Malmö Redhawks - Stefan Johansson (D) från HV71 - Gustav Backström (D) från Örebro J20 - Filip Bergmark (D) från Örebro J20 - Anton Brehmer (C) från Örebro J20 - Lukas Vopelka (C) från Örebro J20 - Calle Åsell (C) från Örebro J20 - Ville Viitaluoma (C) från HPK - Jakub Krejcik (D) från HC Sparta Praha - Mikko Lehtonen (C) från Skellefteå AIK - Petr Zamorsky (D) från Esbo Blues (Lån säsongen ut) | Ut - Tim Sandberg (G) till Södertälje SK - Robin Gartner (D) till Leksands IF - Christoffer Norgren (D) slutar - Robin Olsson (D) till AIK - Daniel Sondell (D) till EV Zug - Jonas Karlsson (C) till Sparta Sarpsborg - Emil Kåberg (C) slutar - Jere Sallinen (C) till Jokerit - Brett Sterling (C) till EC Salzburg - Conny Strömberg (C) till Västerås IK - Roland Sätterman (asst. coach) - Michael Andréasson (mv coach) - Robin Gartner (D) till Leksands IF - Christoffer Norgren till IFK Arboga - Nick Plastino (D) till Stavanger Oilers - Carl Åsell (C) till Timrå IK - Tim Wallace (C) till Brynäs IF (utlånad resten av säsongen) |